# Ecologisch Reservaat Witless Bay
Het Ecologisch Reservaat Witless Bay (Engels: Witless Bay Ecological Reserve) is een natuurreservaat in de Canadese provincie Newfoundland en Labrador. Het natuurgebied bestaat uit vier onbewoonde eilanden en hun omliggende wateren vlak voor de oostkust van Avalon, het meest zuidoostelijke schiereiland van Newfoundland. Het reservaat heeft globale significantie als vogelkolonie voor papegaaiduikers en vale stormvogeltjes.

## Geschiedenis
Gull Island, Green Island en Great Island werden door de provincieoverheid reeds in 1964 beschermd als Wildlife Reserve vanwege hun groot belang als broedplaats voor meerdere soorten. Nadat in 1983 de Wilderness and Ecological Reserves Act in voegen trad, werden de wildlife reserves geschrapt en kreeg het gebied officieel de status van ecological reserve. Tegelijkertijd werd het reservaat uitgebreid met Pee Pee Island.

## Geografie
Het reservaat bestaat enerzijds uit twee noordelijke eilanden die net buiten Witless Bay liggen en anderzijds uit twee zuidelijke eilanden die zich nabij Burnt Cove bevinden. Het reservaat beschermt niet alleen het water rondom de aparte eilanden, maar ook het water tussen de twee eilandparen. Daardoor is het Ecologisch Reservaat Witless Bay langsheen zijn noord-zuidas ruim 12 km lang terwijl het amper 2,5 km breed is. Van de 31 km² die beschermd wordt, bestaat 1,3 km² uit land en 29,7 km² uit zee.
Gull Island (0,725 km²) is het grootste en meest noordelijk gelegen eiland van het reservaat. Het ligt net ten oosten van de overgang van Witless Bay in de Atlantische Oceaan. Iets meer dan 1,6 km ten zuiden daarvan ligt Green Island (0,067 km²). Dat relatief kleine eiland ligt ruim een kilometer ten oosten Witless Point, de kaap die het zuidelijkste punt van Witless Bay afbakent.
Green Island en het zuidelijker gelegen Great Island (0,50 km²) liggen op het smalste punt 5,5 km uit elkaar. Pee Pee Island, dat amper 1,8 hectare (0,018 km²) meet, ligt 1,2 km ten westen van Great Island. Het ligt daarenboven slechts 250 meter verwijderd van het "vasteland" van Newfoundland.

## Vogels
Het reservaat staat bij het grote publiek vooral bekend omdat het de grootste papegaaiduikerkolonie van Noord-Amerika huisvest. Van de late lente tot en met de zomer komen er maar liefst 260.000 paren van deze vogel – de officiële vogel van de provincie – paren en broeden op de eilanden.
De eilanden zijn ook van levensgroot belang als kolonie van het vaal stormvogeltje. Ieder paarseizoen komen er zo'n 620.000 paartjes een nest bouwen op de eilanden. Het Ecologisch Reservaat Witless Bay is daardoor de tweede grootste kolonie van deze soort ter wereld (na het eveneens voor Newfoundlands kust gelegen Ecologisch Reservaat Baccalieu Island).
Ook zeekoeten en drieteenmeeuwen komen in de duizenden voor op en rond de eilanden.

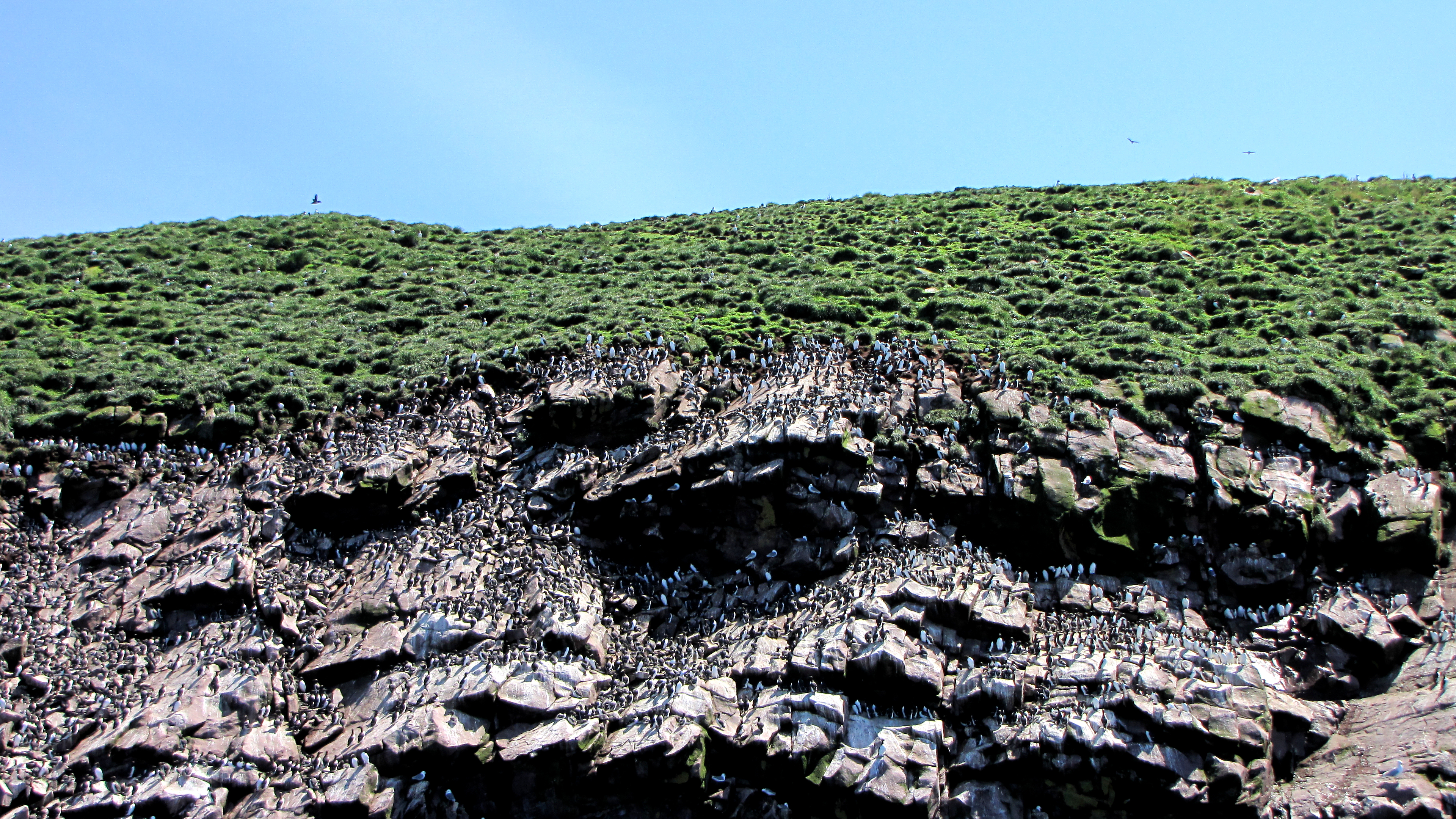
Zicht op de vogelkolonies van Gull Island
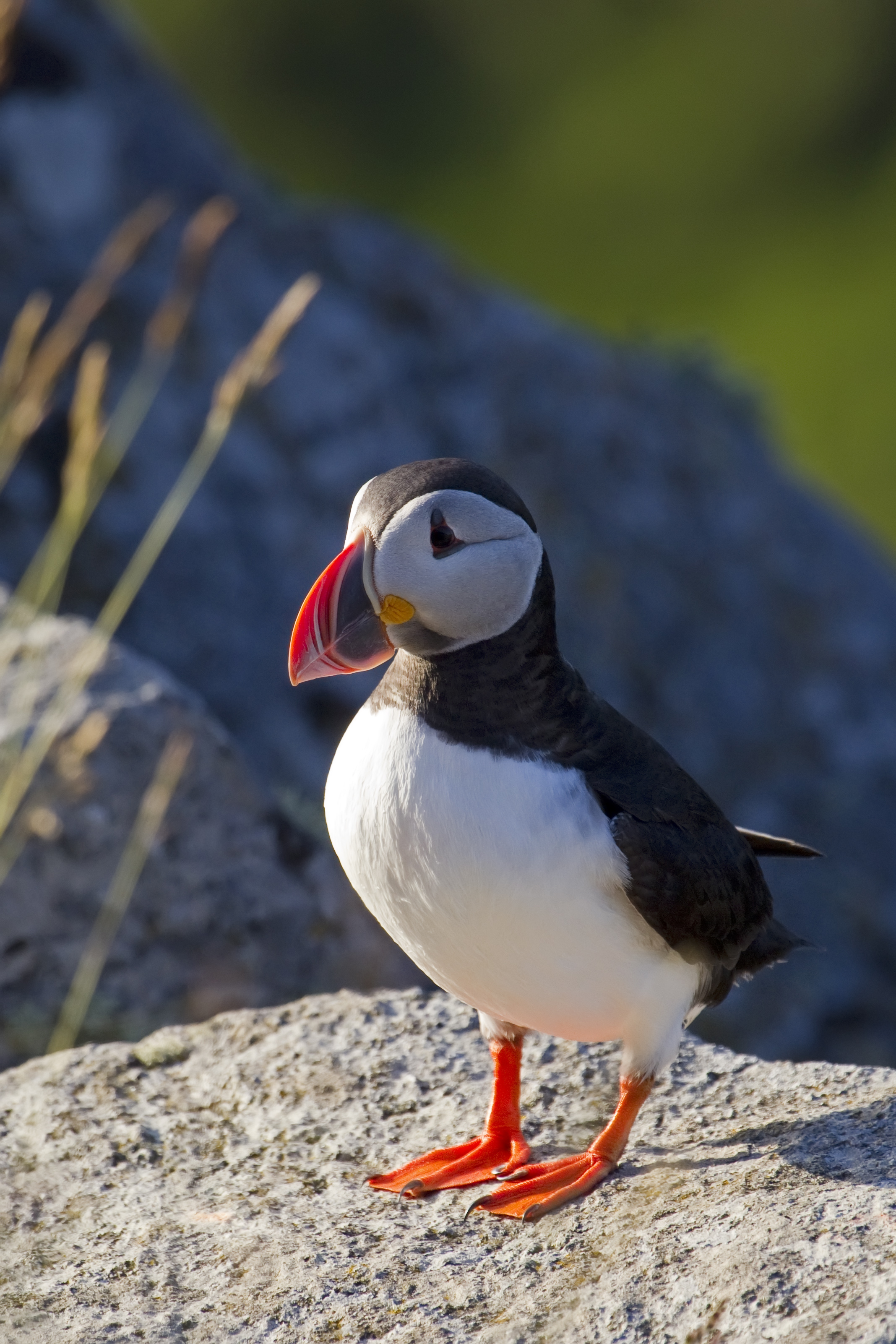
Een papegaaiduiker in zijn verenkleed van de paartijd
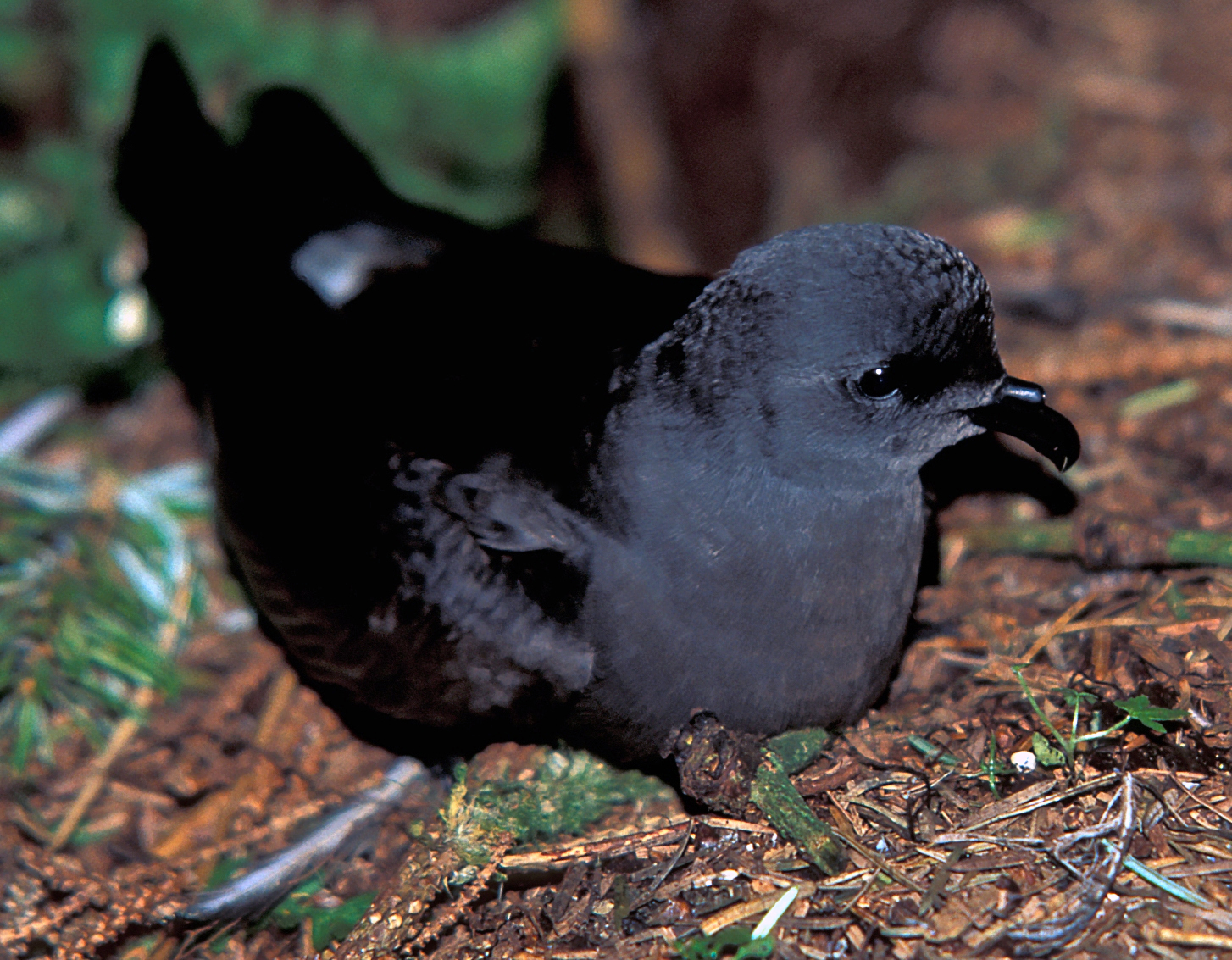
Een broedend vaal stormvogeltje
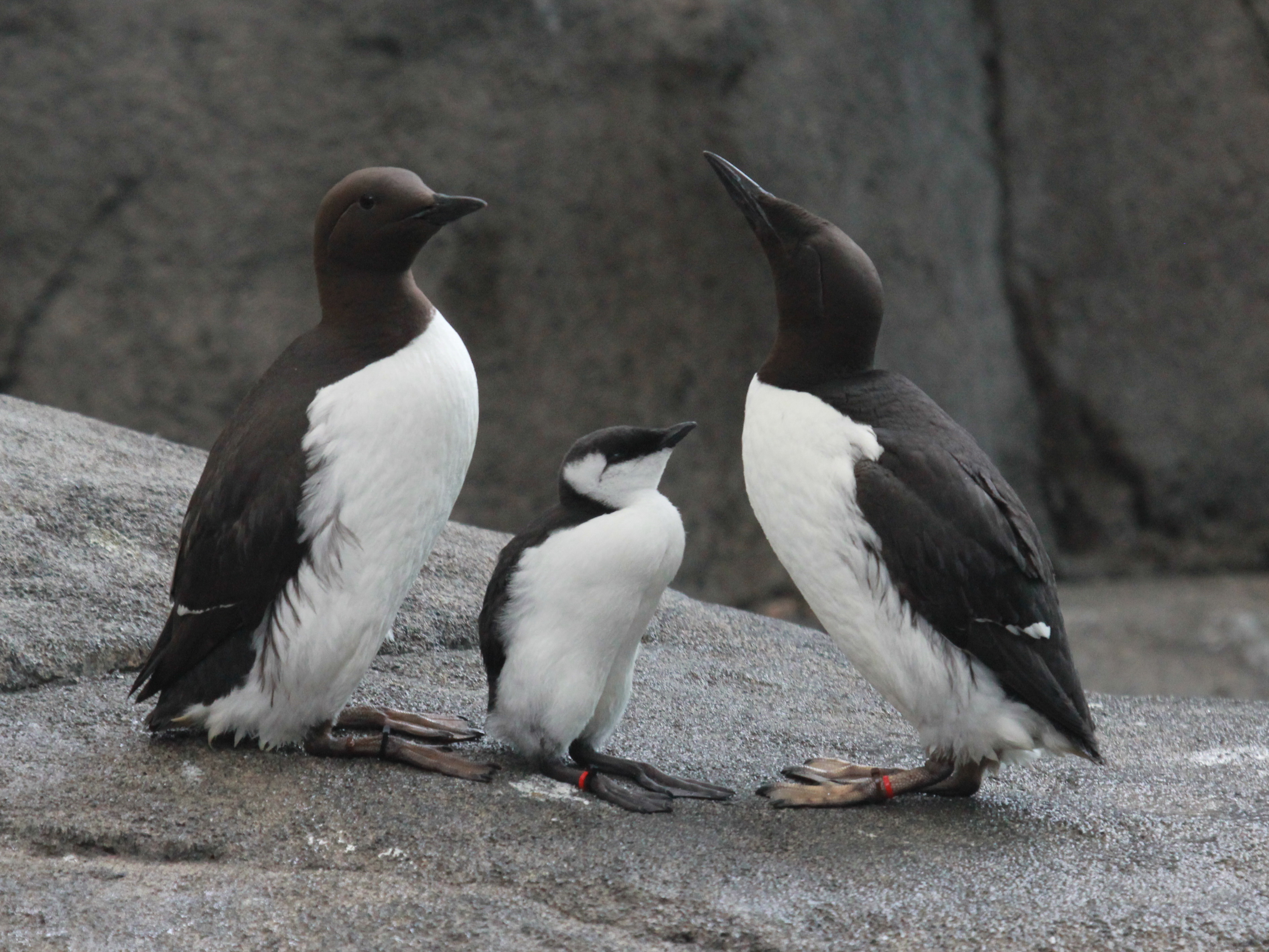
Een paar zeekoeten tezamen met hun kuiken
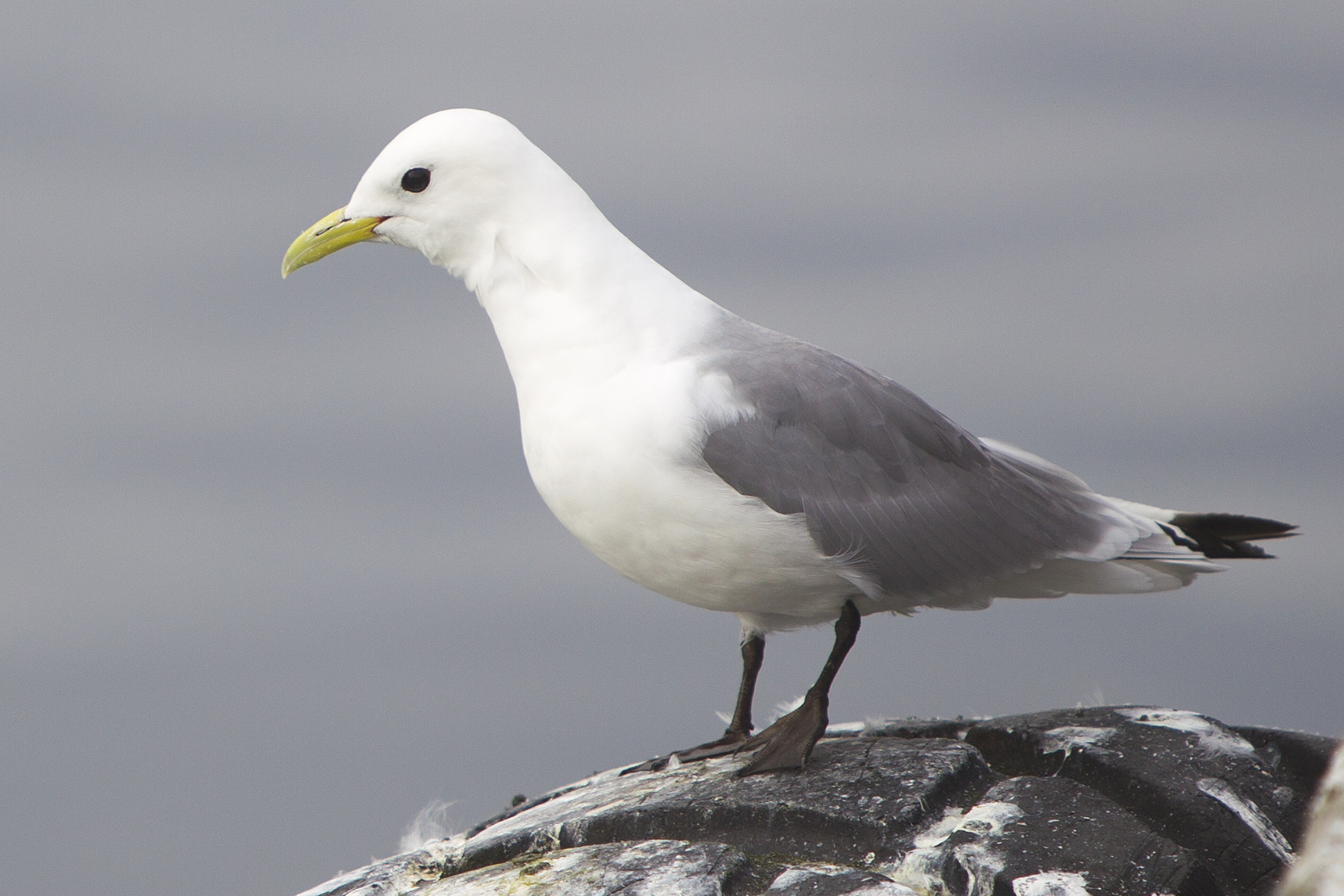
Een drieteenmeeuw, herkenbaar aan zijn typische zwarte benen en poten